# AJ Pritchard
Alex Joseph Pritchard (Stoke-on-Trent, Staffordshire, 5 de noviembre de 1994) es un bailarín de salón y coreógrafo británico. En 2013, se presentó a la séptima temporada de Britain's Got Talent junto con su compañera de baile Chloe Hewitt, donde logrando llegar a las semifinales. De 2016 a 2019, apareció como bailarín profesional en la serie de baile de la BBC, Strictly Come Dancing. En 2020, participó en la vigésima temporada de I'm a Celebrity...Get Me Out of Here!.

## Primeros años
Pritchard nació el 5 de noviembre de 1994 en Sneyd Green, Stoke-on-Trent. Empezó a bailar a los 12 años, y sus padres le pusieron de pareja con Chloe Hewitt, de su escuela de danza. Tiene un hermano menor, Curtis, también profesional del baile, que apareció en Dancing with the Stars en Irlanda.

## Carrera

### Principios de carrera
Pritchard y su pareja de baile profesional Chloe Hewitt han representado a Gran Bretaña en competiciones de danza en todo el mundo y ganaron el Campeonato Nacional Juvenil Latino durante tres años consecutivos entre 2012 y 2014. En 2013, se presentaron a una audición de Britain's Got Talent, la pareja finalmente llegó a las semifinales. En 2015, se convirtieron en ganadores del Campeonato Abierto Juvenil Latino y del Campeonato Europeo Juvenil Latino.

### Strictly Come Dancing
En 2016, Pritchard ingresó como bailarín profesional de Strictly Come Dancing desde la decimocuarta temporada, teniendo como primera pareja de la gimnasta olímpica Claudia Fragapane, siendo eliminados en la semifinal y terminando en el cuarto puesto. Regresó al año siguiente para la decimoquinta temporada y fue emparejado con la cantante Mollie King del grupo The Saturdays, con quien llegó también hasta la semifinal y posicionándose así en el quinto puesto. Llegó a una tercera semifinal consecutiva en la decimosexta temporada al formar pareja con la nadadora y paratriatleta paralímpica Lauren Steadman, siendo la undécima pareja eliminada y ubicándose en el quinto puesto. Para la decimoséptima temporada tuvo como pareja a la personalidad de YouTube Saffron Barker, finalizando en el sexto puesto al ser eliminados en la décima semana de competencia. A pesar de haber sido confirmado en la alineación profesional de la decimoctava temporada, el 26 de marzo, Pritchard informó que dejaría el programa después de cuatro años.
| Temporada | Pareja            | Puesto | Promedio |
| --------- | ----------------- | ------ | -------- |
| 14        | Claudia Fragapane | 4.º    | 33.92    |
| 15        | Mollie King       | 5.º    | 27.69    |
| 16        | Lauren Steadman   | 5.º    | 26.69    |
| 17        | Saffron Barker    | 6.º    | 30.90    |

- Temporada 14 con Claudia Fragapane

| Semana         | Baile / Canción                              | Puntajes de los jueces | Puntajes de los jueces | Puntajes de los jueces | Puntajes de los jueces | Resultado       |
| Semana         | Baile / Canción                              | C. R.                  | D. B.                  | L. G.                  | B. T.                  | Resultado       |
| -------------- | -------------------------------------------- | ---------------------- | ---------------------- | ---------------------- | ---------------------- | --------------- |
| 1              | Chachachá / «What Makes You Beautiful»       | 6                      | 6                      | 7                      | 7                      | Sin eliminación |
| 2              | Vals / «You Light Up My Life»                | 6                      | 8                      | 8                      | 8                      | Salvados        |
| 3              | Charlestón / «You Give a Little Love»        | 9                      | 9                      | 9                      | 9                      | Salvados        |
| 4              | Foxtrot / «I Really Like You»                | 6                      | 8                      | 8                      | 8                      | Salvados        |
| 5              | Samba / «Young Hearts Run Free»              | 8                      | 7                      | 8                      | 9                      | Salvados        |
| 6              | American smooth / «Black Magic»              | 9                      | 9                      | 9                      | 9                      | Salvados        |
| 7              | Pasodoble / «Shut Up and Dance»              | 8                      | 8                      | 8                      | 9                      | Salvados        |
| 8              | Vals vienés / «Breakaway»                    | 9                      | 9                      | 9                      | 9                      | Salvados        |
| 9              | Jive / «Mickey»                              | 9                      | 9                      | 9                      | 9                      | Dos últimos     |
| 10             | Tango argentino / «Cry Me a River»           | 9                      | 9                      | 9                      | 9                      | Salvados        |
| 10             | Maratón de Chachachá / «I Like It Like That» | 3 puntos extra         | 3 puntos extra         | 3 puntos extra         | 3 puntos extra         | Salvados        |
| 11             | Salsa / «I Just Can't Wait to Be King»       | 9                      | 9                      | 9                      | 10                     | Salvados        |
| 12 (Semifinal) | Rumba / «Bleeding Love»                      | 8                      | 9                      | 9                      | 9                      | Eliminados      |
| 12 (Semifinal) | Quickstep / «When You're Smiling»            | 9                      | 9                      | 10                     | 10                     | Eliminados      |

- Temporada 15 con Mollie King

| Semana         | Baile / Canción                          | Puntajes de los jueces | Puntajes de los jueces | Puntajes de los jueces | Puntajes de los jueces | Resultado       |
| Semana         | Baile / Canción                          | C. R.                  | D. B.                  | S. B.                  | B. T.                  | Resultado       |
| -------------- | ---------------------------------------- | ---------------------- | ---------------------- | ---------------------- | ---------------------- | --------------- |
| 1              | Jive / «Good Golly, Miss Molly»          | 4                      | 6                      | 7                      | 6                      | Sin eliminación |
| 2              | Tango / «Addicted to Love»               | 4                      | 6                      | 8                      | 7                      | Salvados        |
| 3              | American smooth / «Climb Ev'ry Mountain» | 7                      | 7                      | 8                      | 8                      | Salvados        |
| 4              | Salsa / «Súbeme la radio»                | 6                      | 7                      | 7                      | 7                      | Salvados        |
| 5              | Vals vienés / «Anyone Who Had a Heart»   | 8                      | 8                      | 8                      | —                      | Salvados        |
| 6              | Chachachá / «Better the Devil You Know»  | 6                      | 7                      | 7                      | 7                      | Dos últimos     |
| 7              | Foxtrot / «Call Me Irresponsible»        | 6                      | 7                      | 7                      | 7                      | Dos últimos     |
| 8              | Pasodoble / «Layla»                      | 5                      | 6                      | 6                      | 5                      | Salvados        |
| 9              | Charlestón / «Wings»                     | 6                      | 7                      | 8                      | 8                      | Salvados        |
| 10             | Quickstep / «Umbrella»                   | 7                      | 7                      | 8                      | 9                      | Salvados        |
| 10             | Maratón de Pasodoble / «España cañí»     | 2 puntos extra         | 2 puntos extra         | 2 puntos extra         | 2 puntos extra         | Salvados        |
| 11             | Rumba / «Hopelessly Devoted to You»      | 6                      | 7                      | 9                      | 9                      | Salvados        |
| 12 (Semifinal) | Samba / «Whenever, Wherever»             | 4                      | 7                      | 7                      | 6                      | Eliminados      |
| 12 (Semifinal) | Vals / «Angel»                           | 8                      | 8                      | 8                      | 8                      | Eliminados      |

- Temporada 16 con Lauren Steadman

| Semana                                                                  | Baile / Canción                                      | Puntajes de los jueces | Puntajes de los jueces | Puntajes de los jueces | Puntajes de los jueces | Resultado       |
| Semana                                                                  | Baile / Canción                                      | C. R.                  | D. B.                  | S. B.                  | B. T.                  | Resultado       |
| ----------------------------------------------------------------------- | ---------------------------------------------------- | ---------------------- | ---------------------- | ---------------------- | ---------------------- | --------------- |
| 1                                                                       | Vals / «Kissing You»                                 | 6                      | 6                      | 6                      | 7                      | Sin eliminación |
| 2                                                                       | Charlestón / «New Rules»                             | 5                      | 6                      | 5                      | 6                      | Salvados        |
| 3                                                                       | Chachachá / «Fame»                                   | 4                      | 5                      | 5                      | 6                      | Salvados        |
| 4                                                                       | Quickstep / «If You're Over Me»                      | 6                      | 6                      | 6                      | 7                      | Salvados        |
| 5                                                                       | Contemporáneo / «Runnin' (Lose It All)»              | 4                      | 6                      | 7                      | 71                     | Salvados        |
| 6                                                                       | Pasodoble / «Poison»                                 | 6                      | 7                      | 8                      | 8                      | Salvados        |
| 7                                                                       | Jive / «Girlfriend»                                  | 7                      | 8                      | 8                      | 8                      | Salvados        |
| 8                                                                       | Vals vienés / «You Are the Reason»                   | 8                      | 8                      | 9                      | 9                      | Salvados        |
| 9                                                                       | Tango argentino / «River»                            | 5                      | 6                      | 7                      | 7                      | Salvados        |
| 10                                                                      | Salsa / «Familiar»                                   | 5                      | 6                      | 6                      | 6                      | Salvados        |
| 10                                                                      | Maratón de Lindy hop / «Do Your Thing»               | 1 punto extra          | 1 punto extra          | 1 punto extra          | 1 punto extra          | Salvados        |
| 11                                                                      | American smooth / «I'm in Love with a Wonderful Guy» | 8                      | 9                      | 9                      | 9                      | Salvados        |
| 12 (Semifinal)                                                          | Tango / «Nutbush City Limits»                        | 7                      | 8                      | 8                      | 8                      | Eliminados      |
| 12 (Semifinal)                                                          | Samba / «Rock the Boat»                              | 5                      | 6                      | 6                      | 6                      | Eliminados      |
| 1Puntaje dado por el juez invitado Alfonso Ribeiro en lugar de Tonioli. |                                                      |                        |                        |                        |                        |                 |

- Temporada 17 con Saffron Barker

| Semana                                                                  | Baile / Canción                                 | Puntajes de los jueces | Puntajes de los jueces | Puntajes de los jueces | Puntajes de los jueces | Resultado       |
| Semana                                                                  | Baile / Canción                                 | C. R.                  | M. M.                  | S. B.                  | B. T.                  | Resultado       |
| ----------------------------------------------------------------------- | ----------------------------------------------- | ---------------------- | ---------------------- | ---------------------- | ---------------------- | --------------- |
| 1                                                                       | Tango / «Lips Are Movin»                        | 6                      | 7                      | 7                      | 7                      | Sin eliminación |
| 2                                                                       | Chachachá / «One Touch»                         | 5                      | 5                      | 6                      | 7                      | Salvados        |
| 3                                                                       | Pasodoble / «Everybody Wants to Rule the World» | 7                      | 7                      | 7                      | 7                      | Salvados        |
| 4                                                                       | Contemporáneo / «Because You Loved Me»          | 7                      | 8                      | 9                      | 9                      | Salvados        |
| 5                                                                       | Foxtrot / «New York, New York»                  | 9                      | 10                     | 9                      | 101                    | Salvados        |
| 6                                                                       | Jive / «Every Little Thing She Does Is Magic»   | 8                      | 8                      | 8                      | 9                      | Salvados        |
| 7                                                                       | Salsa / «Instruction»                           | 6                      | 7                      | 7                      | 7                      | Salvados        |
| 8                                                                       | Vals / «Your Song»                              | 9                      | 10                     | 10                     | 10                     | Salvados        |
| 9                                                                       | Quickstep / «I Went to a Marvellous Party»      | 8                      | 9                      | 9                      | 9                      | Dos últimos     |
| 10                                                                      | Samba / «Walking on Sunshine»                   | 5                      | 7                      | 7                      | 7                      | Eliminados      |
| 1Puntaje dado por el juez invitado Alfonso Ribeiro en lugar de Tonioli. |                                                 |                        |                        |                        |                        |                 |

### Otros proyectos
En septiembre de 2018, Pritchard participó en Celebrity MasterChef de la BBC abandonando el programa después de que su crumble de manzana enfureciera a los jueces. En octubre, formó pareja con Louis Smith en la versión para famosos de Hunted, a beneficio de Stand Up to Cancer.
En julio de 2019, él junto con su hermano Curtis aparecieron como coreógrafos invitados en la serie de telerrealidad de la BBC Three, RuPaul's Drag Race UK. En noviembre de 2020, fue concursante de la vigésima temporada de I'm a Celebrity...Get Me Out of Here. Se convirtió en la séptima celebridad eliminada junto a Mo Farah el 2 de diciembre. En febrero de 2021, se anunció que Pritchard debutaría como actor en la telenovela de Channel 4, Hollyoaks, junto a su hermano. Interpretó el papel de Marco; sus dotes interpretativos fueron objeto de críticas generalizadas.
En octubre de 2022, Pritchard fue uno de los cuatro finalistas que completaron la cuarta temporada de Celebrity SAS: Who Dares Wins. En febrero de 2023, compitió en la serie de telerrealidad The Challenge UK.

## Vida personal
Pritchard tiene TOC y dislexia, y es daltónico. El 27 de diciembre de 2018, Pritchard y su hermano Curtis, junto con otras dos personas, fueron atacados en un «asalto no provocado» en una noche de fiesta en Nantwich. Pritchard sufrió contusiones en la cara, los brazos, las piernas y el cuerpo.
En 2018, Pritchard apareció en una sesión de fotos en el número de octubre de la revista gay Attitude.